# 마법의 수 칠, 더하거나 빼기 이
"마법의 수 칠, 더하거나 빼기 이: 정보처리에 대한 우리 능력의 몇 가지 제한"은 심리학에서 가장 많이 인용된 논문중 하나이다. 이는 프린스턴 대학 심리검토심리학 의학과의 인지심리학자 조지 A. 밀러에 의해 1956년에 출판되었다. 이는 종종 인간의 평균 작용기억에 저장할 수 있는 개체의 수는 7 ± 2라고 주장하는 것으로 해석된다. 자주 밀러의 법칙이라고도 한다.

## "마법의 수 7"과 작용기억용량
단기기억과 작용기억에 나중에 수많은 연구의 숫자로 측정하는 경우에도 기억범위가 일정하지 않은 것으로 나타났다.

## 같이 보기
- 7
- 배들리의 작용기억모형
- 덩이짓기
- 자유회상
- 피츠의 법칙
- 힉-하이먼 법칙
- 직산
- 작용기억